# Anomis properans
Anomis properans är en fjärilsart som beskrevs av Walker 1857. Anomis properans ingår i släktet Anomis och familjen nattflyn. Inga underarter finns listade i Catalogue of Life.